# Можаев, Александр Васильевич
Александр Васильевич Можаев (1888 — ?) — советский военный руководитель, инженер-механик, военный лётчик. Председатель бюро комиссаров авиации и воздухоплавания при Военно-Революционном Комитете.

## Биография
До 1914 слесарь на авиационном заводе «Дукс» в Москве. На военной службе с 1914, в годы Первой мировой войны проходил службу в воздухоплавательных и авиационных частях. Председатель бюро комиссаров авиации и воздухоплавания в Военно-Революционном Комитете при Петроградском военном гарнизоне с ноября 1917 до января 1918. В годы Гражданской войны комиссар-инструктор по авиации 1-го корпуса РККА, председатель правительственной комиссии по организации эвакуации из портов Северной области авиационной военной техники и имущества, командир Архангельской авиагруппы, начальник авиационно-автомобильного отдела штаба командующего Северным фронтом, начальник авиаотдела Авиадарма, командир 1-й Воронежской авиагруппы, начальник отряда авиационного и автомобильного транспорта по добыче и доставке горючего и смазочных материалов с Каспийско-Кавказского побережья, командир 3-го артиллерийского авиаотряда. В период 1921-1929 на различных лётных и командных должностях в РККВВФ. Окончил курсы усовершенствования начальствующего состава при военной школе лётчиков-наблюдателей в 1925, Военно-воздушную академию РККА имени Н. Е. Жуковского в 1931. С 1932 старший инспектор НИИ ВВС РККА.

### Звания
- Прапорщик (1917).

### Награды
- Орден Красного Знамени;
- Почётное революционное оружие;
- Наградные часы;
- Грамота.